# Caras y Caretas (Argentina)
Caras y Caretas, también conocida como Revista Caras y Caretas, es un conocido semanario argentino publicado en diferentes períodos históricos. Su primera y más exitosa versión se imprimió desde el 8 de octubre hasta el 7 de octubre de 1939 basada en la publicación uruguaya del mismo nombre que se editó entre 1890 y 1897. Posteriormente volvió a publicarse en Argentina el 10 de octubre de 1951 (Editorial Haynes, números 2140 al 2186). Se público mensualmente hasta agosto de 1955 entrando en una breve pausa para volver a publicar una última entrega en noviembre de 1955, esto debido a su apoyo al derrocado gobierno constitucional de Juan Perón a manos de la "Revolución Libertadora" , y a pesar de haber apoyado al nuevo gobierno de facto liderado ya en ese momento por el general Pedro Aramburu (que había desplazado de la presidencia al líder de los golpistas,  Eduardo Lonardi), cesa sus publicaciones en noviembre de 1955. Vuelve en junio de 1982, en plena guerra de Malvinas, y, debido a que apoyaron al Peronista Ítalo Argentino Luder en las elecciones de 1983 y el ganador resultó el radical Raúl Alfonsín, decide cesar sus publicaciones en noviembre de 1984. Vuelve a publicarse desde 2005 hasta la actualidad. Estuvo a favor del golpe militar del año 1930 que derrocó al presidente radical Hipólito Yrigoyen.

## Antecedentes
En 1890 fue fundado, en Montevideo, el semanario Caras y Caretas. El mismo se caracterizó por la sátira política, el humor satírico y temas de actualidad, compaginado con un certero tratamiento gráfico en el que eran comunes las caricaturas y las fotografías. Su dirección fue ejercida por Eustaquio Pellicer desde su primer número, editado el 20 de julio de 1890, hasta su edición número 144. Pellicer se trasladó a Buenos Aires por invitación del periodista Bartolomé Mitre Vedia y allí fundó en 1898 la versión argentina del semanario.

## Versión original (1898-1939)
Fue muy popular sobre todo en la primera época, dirigido por José Sixto Álvarez (Fray Mocho). En su diseño sobresalían las imágenes de gran calidad y en sus textos combinaba el humor con el periodismo más serio, que acompañó la construcción de la Argentina moderna y dio cuenta de los fenómenos políticos, sociales y culturales que atravesó el país. Tuvo gran eco en España en los primeros años del siglo XX, contó con una importante tirada y numerosos lectores, fue su corresponsal y director allí Mariano Miguel de Val, director también de la revista Ateneo.
Entre los caricaturistas de la revista cabe mencionar a José María Cao Luaces (1862-1918), Alejandro Sirio, Manuel Mayol y Hermenegildo Sábat Lleó, entre otros muchos. Otro dato interesante es la participación del escritor uruguayo Horacio Quiroga que publicó en ella sus primeros cuentos.
En el año 2004, el Museo del Dibujo y la Ilustración realizó la exposición Caras y Caretas: sus ilustradores en la Biblioteca Nacional. En la misma se expusieron alrededor de 150 ilustraciones originales de más de cuarenta artistas que participaron en la revista. Esta muestra se repitió en el año 2006 en la Feria del Libro de Buenos Aires.
En 2015, la Hemeroteca Digital de la Biblioteca Nacional de España puso en línea una digitalización de los fondos que atesora de la revista.

## Versión de 1982
En 1982 reapareció en plena Guerra de Malvinas (junio de 1982), con el trabajo de jóvenes dibujantes y humoristas como Miguel Rep, Peni, José Massaroli, Mannken, Canelo, Pollini, Fasulo, Huadi, Petisuí, Enrique Pinti, Geno Díaz, Gila, Bourse Herrera, y escritores como Oscar Bevilacqua, Fermín Chávez, Miguel Grinberg, Marco Denevi, Bernardo Kordon, Roberto Mero, Helvio Botana, Eugenio Mandrini y Jorge Claudio Morhain.

### Historietas
- Cantaclaro, por Mandrini y Gaspar
- El Amable Pensapé, por Peni
- El Gaucho Alpargata, por Morhain y Magallanes
- El Hombre Semiótico, por Mercado
- Orquídeo Maidana, por José Massaroli
- Pitodoro, por Rep
- Un mundo feliz, por Alejandro Darìo Suàrez

## Versión actual (desde 2005)
En 2005, se relanzó la revista Caras y Caretas, editada por Víctor Santa María, dirigida por el escritor e historiador argentino Felipe Pigna y con la asesoría periodística de María Seoane.
Cuando se cumplía un nuevo aniversario de la fundación de la revista, en octubre de 2006, Santa María inauguró el Centro Cultural Caras y Caretas ubicado en el barrio porteño de San Telmo. Sito en la calle Venezuela 370, el edificio pertenecía a la familia de Manuel Belgrano y es un monumento histórico de Buenos Aires. En el mes de marzo de 2014 se realizó la presentación de una nueva sala modelo de "Caras y Caretas" (Sarmiento 2037), la cual se suma al Centro Cultural Caras y Caretas, y a la revista.

### Equipo
| Cargo                            | Titular | Período |
| -------------------------------- | --- | ------- |
| Director                         | Felipe Pigna |         |
| Editor General                   | Víctor Santa María |         |
| Asesora periodística y editorial | María Seoane |         |
| Redactora jefa                   | Cecilia Fumagalli |         |
| Consejo asesor                   | Dora Barrancos, Osvaldo Bayer, Silvia Bleichmar, Esther Díaz, Roberto Fontanarrosa, Rosendo Fraga, Griselda Gambaro, Horacio González, Rosana Guber, Adrián Iaies, Graciela Maglie, Mario Margulis, Felisa Miceli, Luis Felipe Noé, José Nun, Adriana Puiggrós, Mario Rapoport, Andrés Rivera, Graciela Römer, Daniel Schávelzon, Jorge Schvarzer. |         |
| Otros colaboradores              | Jorge Claudio Morhain (notas de opinión y guiones de historietas), Carlos Magallanes (historietas). |         |

### Grupo empresarial
El grupo Caras y Caretas incluye:
- Revista Caras y Caretas
- Libros de Caras y Caretas
- Centro Cultural Caras y Caretas
- Cine y Documentos Audiovisuales
- Premios Democracia

Algunas de sus producciones en formato audiovisual son: Ramón Carrillo, Familia Lugones, La Gaby, la última montonera, Las vidas de Norma Arrostito, Borges y Nosotros, Haroldo Conti: Homo Viator, Alicia & John: El peronismo olvidado, Perón, apuntes para una biografía y Matar al Che.